# Monuments, Fine Arts, and Archives
Il programma Monuments, Fine Arts, and Archives (MFAA, letteralmente "Monumenti, Belle Arti e Archivi") è stata una task force militare organizzata dagli Alleati durante la seconda guerra mondiale per proteggere i beni culturali e le opere d'arte nelle zone di guerra. I componenti del programma sono noti come i Monuments Men.

## Storia
Era un gruppo composto da 345 civili, professionisti dell'arte, provenienti da 13 nazioni diverse: professori universitari, curatori, storici dell'arte, direttori di musei, che lavorarono sul campo sotto il ramo operativo dello Supreme Headquarters Allied Expeditionary Force, comandato da Dwight Eisenhower.
La MFAA operò dal 1943 al 1946, riuscendo a recuperare circa 5 milioni di beni culturali tra dipinti, sculture e opere d'arte varie, circa 4 milioni dei quali erano stati rubati. Tra le opere recuperate ci furono ad esempio il Polittico dell'Agnello Mistico di Jan van Eyck, la Madonna di Bruges di Michelangelo e il Ritratto di Adele Bloch-Bauer I di Gustav Klimt.

## Filmografia
Dalla storia della MFAA è stato tratto nel 2014 il film Monuments Men, diretto e interpretato da George Clooney, basato sull'omonimo libro di Robert Edsel.